# Финал ПБЛ 2011
Игры финала Чемпионата России БЕКО Профессиональной баскетбольной лиги в сезоне 2010/2011 начались 11 июня 2011 года. В финале сошлись московский ЦСКА и подмосковные «Химки». Игра в серии шла до трёх побед. В четвертый раз за последние пять лет ЦСКА и «Химки» встречаются в финалах чемпионата России. Все четыре раза чемпионом становился ЦСКА.
Чемпионом России в 18-й раз стал ЦСКА, обыграв Химки в четырёх матчах. Самым ценным игроком плей-офф был признан нападающий ЦСКА Виктор Хряпа.

## Предстояние

### Плей-офф ПБЛ 2011
| ЦСКА                                                   | ЦСКА             | «Химки»          | «Химки»                                                 |
| ------------------------------------------------------ | ---------------- | ---------------- | ------------------------------------------------------- |
| 2 место в регулярном чемпионате, 18 побед, 9 поражений | Регулярный сезон | Регулярный сезон | 4 место в регулярном чемпионате, 17 побед, 10 поражений |
| Победа над «Красными крыльями», 2-1                    | 1/4 финала       | 1/4 финала       | Победа над «Спартаком», 2-1                             |
| Победа над «Локомотивом-Кубанью», 3-0                  | 1/2 финала       | 1/2 финала       | Победа над УНИКСом, 3-2                                 |

### Регулярный чемпионат
В матчах регулярного чемпионата команды встречались трижды, в двух матчах победу одержал ЦСКА, в одном — «Химки»:
| 19 декабря 2010 | Отчёт | Химки | 74–85 | ЦСКА |  |

| 12 марта 2011 | Отчёт | ЦСКА | 81–70 | Химки |  |

| 13 мая 2011 | Отчёт | ЦСКА | 88–89 ОТ | Химки |  |

## Составы команд
| ЦСКА                             |    |               |                    |
| Главный тренер: Йонас Казлаускас |    |               |                    |
| ТФ                               | 5  | Флаг России   | Никита Курбанов    |
| З                                | 6  | Флаг России   | Сергей Быков       |
| З                                | 7  | Флаг Словении | Сани Бечирович     |
| ТФ/Ц                             | 8  | Флаг Словении | Матьяж Смодиш      |
| ЛФ                               | 9  | Флаг Литвы    | Рамунас Шишкаускас |
| РЗ                               | 10 | /             | Джон Роберт Холден |
| ТФ/Ц                             | 15 | Флаг России   | Артём Забелин      |
| ТФ                               | 20 | Флаг России   | Андрей Воронцевич  |
| АЗ                               | 21 | Флаг США      | Траджан Лэнгдон    |
| З                                | 23 | Флаг России   | Алексей Швед       |
| Ц                                | 24 | Флаг России   | Александр Каун     |
| Ц                                | 30 | Флаг России   | Дмитрий Соколов    |
| ТФ                               | 31 | Флаг России   | Виктор Хряпа       |
| АЗ/ЛФ                            | 44 | Флаг США      | Джамонт Гордон     |

| Химки                             |    |               |                     |
| Главный тренер: Римас Куртинайтис |    |               |                     |
| АЗ                                | 5  | Флаг США      | Кит Лэнгфорд        |
| АЗ                                | 6  | /             | Трэвис Хансен       |
| АЗ/ЛФ                             | 7  | Флаг России   | Виталий Фридзон     |
| Ц                                 | 8  | /             | Лазарос Пападопулос |
| ТФ/Ц                              | 10 | Флаг Хорватии | Крешимир Лончар     |
| РЗ                                | 11 | Флаг России   | Вячеслав Зайцев     |
| Ц                                 | 14 | /             | Алексей Саврасенко  |
| РЗ                                | 18 | Флаг Испании  | Рауль Лопес         |
| ЛФ                                | 20 | Флаг России   | Вадим Панин         |
| ЛФ                                | 21 | Флаг России   | Сергей Моня         |
| АЗ/ЛФ                             | 22 | /             | Томас Келати        |
| РЗ                                | 34 | Флаг Хорватии | Зоран Планинич      |

## Результаты матчей
1 матч
| 11 июня 19:00 | Отчёт | ЦСКА                                       | 72–77    | Химки                     | УСК ЦСКА, Москва Зрителей: 4200 Судьи: Илия Белошевич (Белград), Радомир Войинович (Никшич), Миливое Йовчич (Белград) | НТВ-Плюс Баскетбол |
| 11 июня 19:00 | Отчёт | 23–20, 18–23, 13–18, 18–16                 |          |                           | УСК ЦСКА, Москва Зрителей: 4200 Судьи: Илия Белошевич (Белград), Радомир Войинович (Никшич), Миливое Йовчич (Белград) | НТВ-Плюс Баскетбол |
| 11 июня 19:00 | Отчёт | Андрей Воронцевич 19                       | Очки     | Крешимир Лончар 16        | УСК ЦСКА, Москва Зрителей: 4200 Судьи: Илия Белошевич (Белград), Радомир Войинович (Никшич), Миливое Йовчич (Белград) | НТВ-Плюс Баскетбол |
| 11 июня 19:00 | Отчёт | Виктор Хряпа 10                            | Подборы  | Алексей Саврасенко 7      | УСК ЦСКА, Москва Зрителей: 4200 Судьи: Илия Белошевич (Белград), Радомир Войинович (Никшич), Миливое Йовчич (Белград) | НТВ-Плюс Баскетбол |
| 11 июня 19:00 | Отчёт | Хряпа, Бечирович по 4                      | Передачи | Келати, Моня, Лончар по 3 | УСК ЦСКА, Москва Зрителей: 4200 Судьи: Илия Белошевич (Белград), Радомир Войинович (Никшич), Миливое Йовчич (Белград) | НТВ-Плюс Баскетбол |
| 11 июня 19:00 | Отчёт | «Химки» вышли вперед в серии со счётом 1—0 |          |                           | УСК ЦСКА, Москва Зрителей: 4200 Судьи: Илия Белошевич (Белград), Радомир Войинович (Никшич), Миливое Йовчич (Белград) | НТВ-Плюс Баскетбол |

2 матч
| 12 июня 19:00 | Отчёт | ЦСКА                           | 65–57    | Химки          | УСК ЦСКА, Москва Зрителей: 3019 Судьи: Илия Белошевич (Белград), Радомир Войинович (Никшич), Миливое Йовчич (Белград) | НТВ-Плюс Баскетбол |
| 12 июня 19:00 | Отчёт | 14–12, 18–17, 20–14, 13–14     |          |                | УСК ЦСКА, Москва Зрителей: 3019 Судьи: Илия Белошевич (Белград), Радомир Войинович (Никшич), Миливое Йовчич (Белград) | НТВ-Плюс Баскетбол |
| 12 июня 19:00 | Отчёт | Траджан Лэнгдон 13             | Очки     | Сергей Моня 14 | УСК ЦСКА, Москва Зрителей: 3019 Судьи: Илия Белошевич (Белград), Радомир Войинович (Никшич), Миливое Йовчич (Белград) | НТВ-Плюс Баскетбол |
| 12 июня 19:00 | Отчёт | Хряпа, Гордон по 5             | Подборы  | Сергей Моня 10 | УСК ЦСКА, Москва Зрителей: 3019 Судьи: Илия Белошевич (Белград), Радомир Войинович (Никшич), Миливое Йовчич (Белград) | НТВ-Плюс Баскетбол |
| 12 июня 19:00 | Отчёт | Виктор Хряпа 4                 | Передачи | Томас Келати 3 | УСК ЦСКА, Москва Зрителей: 3019 Судьи: Илия Белошевич (Белград), Радомир Войинович (Никшич), Миливое Йовчич (Белград) | НТВ-Плюс Баскетбол |
| 12 июня 19:00 | Отчёт | ЦСКА сравнял счёт в серии, 1—1 |          |                | УСК ЦСКА, Москва Зрителей: 3019 Судьи: Илия Белошевич (Белград), Радомир Войинович (Никшич), Миливое Йовчич (Белград) | НТВ-Плюс Баскетбол |

3 матч
| 15 июня 19:00 | Отчёт | Химки                                   | 58–70    | ЦСКА                | БЦ МО, Химки Зрителей: 5000 Судьи: Фабио Факкини (Масса-Ломбарда), Саша Пукл (Марибор), Олег Латышев (Рига) | НТВ-Плюс Баскетбол |
| 15 июня 19:00 | Отчёт | 12-13, 19-22, 10-12, 17-23              |          |                     | БЦ МО, Химки Зрителей: 5000 Судьи: Фабио Факкини (Масса-Ломбарда), Саша Пукл (Марибор), Олег Латышев (Рига) | НТВ-Плюс Баскетбол |
| 15 июня 19:00 | Отчёт | Виталий Фридзон 22                      | Очки     | Алексей Швед 20     | БЦ МО, Химки Зрителей: 5000 Судьи: Фабио Факкини (Масса-Ломбарда), Саша Пукл (Марибор), Олег Латышев (Рига) | НТВ-Плюс Баскетбол |
| 15 июня 19:00 | Отчёт | Фридзон, Моня, Пападопулос, Келати по 4 | Подборы  | Виктор Хряпа 9      | БЦ МО, Химки Зрителей: 5000 Судьи: Фабио Факкини (Масса-Ломбарда), Саша Пукл (Марибор), Олег Латышев (Рига) | НТВ-Плюс Баскетбол |
| 15 июня 19:00 | Отчёт | Моня, Планинич, Лопес                   | Передачи | Андрей Воронцевич 4 | БЦ МО, Химки Зрителей: 5000 Судьи: Фабио Факкини (Масса-Ломбарда), Саша Пукл (Марибор), Олег Латышев (Рига) | НТВ-Плюс Баскетбол |
| 15 июня 19:00 | Отчёт | ЦСКА вышел вперед в серии со счётом 2—1 |          |                     | БЦ МО, Химки Зрителей: 5000 Судьи: Фабио Факкини (Масса-Ломбарда), Саша Пукл (Марибор), Олег Латышев (Рига) | НТВ-Плюс Баскетбол |

4 матч
| 16 июня 19:00 | Отчёт | Химки                            | 63–74    | ЦСКА                  | БЦ МО, Химки Зрителей: 5000 Судьи: Фабио Факкини (Масса-Ломбарда), Саша Пукл (Марибор), Олег Латышев (Рига) | НТВ-Плюс Баскетбол |
| 16 июня 19:00 | Отчёт | 18-22, 16-21, 16-16, 13-15       |          |                       | БЦ МО, Химки Зрителей: 5000 Судьи: Фабио Факкини (Масса-Ломбарда), Саша Пукл (Марибор), Олег Латышев (Рига) | НТВ-Плюс Баскетбол |
| 16 июня 19:00 | Отчёт | Виталий Фридзон 14               | Очки     | Джон Роберт Холден 25 | БЦ МО, Химки Зрителей: 5000 Судьи: Фабио Факкини (Масса-Ломбарда), Саша Пукл (Марибор), Олег Латышев (Рига) | НТВ-Плюс Баскетбол |
| 16 июня 19:00 | Отчёт | Сергей Моня 11                   | Подборы  | Виктор Хряпа 6        | БЦ МО, Химки Зрителей: 5000 Судьи: Фабио Факкини (Масса-Ломбарда), Саша Пукл (Марибор), Олег Латышев (Рига) | НТВ-Плюс Баскетбол |
| 16 июня 19:00 | Отчёт | Зоран Планинич 5                 | Передачи | Джамонт Гордон 6      | БЦ МО, Химки Зрителей: 5000 Судьи: Фабио Факкини (Масса-Ломбарда), Саша Пукл (Марибор), Олег Латышев (Рига) | НТВ-Плюс Баскетбол |
| 16 июня 19:00 | Отчёт | ЦСКА выиграл серию со счётом 3—1 |          |                       | БЦ МО, Химки Зрителей: 5000 Судьи: Фабио Факкини (Масса-Ломбарда), Саша Пукл (Марибор), Олег Латышев (Рига) | НТВ-Плюс Баскетбол |

| Чемпион России по баскетболу 2010/2011 |
| -------------------------------------- |
| ЦСКА 18-й титул                        |